# Nikolaï Patrouchev
Nikolaï Platonovitch Patrouchev (en russe : Николай Платонович Патрушев), né le 11 juillet 1951 à Léningrad, est un général et homme politique russe.
Il dirige le Comité national antiterroriste (NAK) et le Service fédéral de sécurité de la fédération russe  (en russe, Федеральная служба безопасности Российской Федерации, FSB) de 1999 à 2008. Il s'occupe, entre autres de l'affaire des attentats en Russie en 1999. 
De 2008 à 2024, il est secrétaire du Conseil de sécurité de Russie.

## Biographie
Né en 1951 à Leningrad (aujourd'hui Saint-Pétersbourg), Patrouchev est le fils d'un officier de la marine soviétique qui était également membre du Parti communiste de l'Union soviétique. Il est diplômé de l'Institut de construction navale de Leningrad en 1974. Il est recruté par le KGB  et en 1975 rejoint l'unité de contre espionnage de l'oblast de Leningrad, où il rencontre Vladimir Poutine.
De 2008 à 2024, il est secrétaire du Conseil de sécurité de Russie. Il est remplacé le 12 mai 2024 par Sergueï Choïgou, au cours de ce que Geo appelle une « purge militaire ». Proche de Vladimir Poutine et considéré comme un « poids lourd du régime », il est rétrogradé au poste de conseiller chargé de la construction navale.
Il est marié et père de deux fils.

## Carrière
- 1975 : École supérieure du KGB, passe ensuite au service anti-contrebande puis au service anti-corruption de Leningrad[4].
- 1992 : Directeur du FSB en république de Carélie. C'est à cette occasion qu'il fait la connaissance de Vladimir Poutine.
- 1998 : Chef adjoint de l'administration présidentielle.
- 1999 : Il succède à Vladimir Poutine à la tête du FSB de Russie. Du 14 novembre 1999 au 25 avril 2001, il est au conseil de la présidence chargé de la lutte contre le terrorisme.
- Du 15 novembre 1999 au 12 mai 2024 : membre permanent du Conseil de sécurité de Russie, dont il est le secrétaire de 2008 à 2024.

## Sanctions européennes
Depuis le 26 juillet 2014, Nikolaï Patrouchev fait l'objet d'une interdiction de pénétrer dans le territoire des pays de l'Union européenne et du gel de ses avoirs éventuels, dans le cadre des sanctions européennes à l'encontre de la fédération de Russie dans la gestion de la crise ukrainienne de 2013-2014[réf. souhaitée].

## Controverses

### Critique anti-occidentale
En 2021, Patrouchev critique l'Occident pour sa politique étrangère et pour sa « discrimination non-dissimulée à l'égard des citoyens qui adhèrent aux valeurs traditionnelles ». Cette « érosion planifiée des relations normales entre les sexes » irait, selon lui, jusqu'à la légalisation du mariage entre humains et animaux dans certains endroits de l'Occident.  
En 2022, Patrouchev accuse les Occidentaux de vouloir détruire le système d'éducation en vigueur en Russie en imposant à celle-ci « les soi-disant modèles d'enseignement progressistes » : « En vérité, il n'y a là rien de progressiste. Aux États-Unis, par exemple, beaucoup de gens disent déjà que dans les cours de mathématiques, il faut chanter et danser, car résoudre des problèmes et des équations déprime et discrimine certains. Nous ne voulons pas de ce "progrès". ». Patrouchev attribue également à l'Occident la volonté de réduire la population mondiale à un milliard d'habitants en anéantissant « la Russie et d'autres États indésirables ».

### Implication dans la mort d'Evgueni Prigojine
Selon un article du Wall Street Journal du 22 décembre 2023, Nikolaï Patrouchev serait l'organisateur du crash de l'avion du groupe Wagner.